# Otau Corona
Otau Corona est une corona, formation géologique en forme de couronne, située sur la planète Vénus par 67,8° N et 298,7° E. Elle est localisée dans le quadrangle de Metis Mons. Elle a été nommée en référence à Otau, déesse Bini (Nigeria) de la fertilité. 

## Géographie et géologie
Otau Corona couvre une surface circulaire d'environ 172 km de diamètre. 